# Obcążnica nadbrzeżna
Obcążnica nadbrzeżna, obcężnica (Labidura riparia) – gatunek skorka z rodziny obcężnicowatych (Labiduridae).

## Budowa ciała
Owad ma długie nogi i słabo spłaszczone ciało długości 13 do 26 mm (według innych źródeł do 30 mm). Jest tym samym największym przedstawicielem swojego rzędu występującym w Polsce. Ciało ma barwy jasnożółtej do rudej z plamkami w kolorze brunatnym. Gatunek ten cechuje dymorfizm płciowy. Samiec jest większy oraz ma lekko wygięte szczypce z zębem po wewnętrznej stronie. Samica jest mniejsza (długości do 22 mm) i ma proste szczypce.

## Tryb życia
Jest owadem ciepłolubnym, aktywnym nocą. Żyje na terenach wilgotnych i piaszczystych jak brzegi rzek, czy nadmorskie wydmy, gdzie drąży w piasku korytarze. Samica składa do kilkudziesięciu jaj, którymi się opiekuje. Do pewnego momentu opiekuje się również młodymi larwami.

## Występowanie
Owad ten jest gatunkiem kosmopolitycznym. W Europie Środkowej preferuje cieplejsze stanowiska, w związku z czym liczniejszy jest na południu.